# Устюженская женская гимназия
Устюженская женская гимназия — бывшее среднее общеобразовательное заведение в Устюжне, которое существовало с 1875 года (сначала как прогимназия, затем — как гимназия) до 1918 года. Здание гимназии охраняется государством как объект культурного наследия России регионального значения.

## История
Женская прогимназия в Устюжне открылась 31 августа 1875 года. Курс прогимназии состоял из 4-х классов. В 1900 году был открыт 5-й класс, в 1901 — 6-й класс, в 1902 — 7-й класс. Гимназия первоначально была размещена на Торговой площади. В 1908 году был приобретен дом Д. В. Колюбакина, уступленный земством. В гимназии учились девочки со всего Устюженского уезда, независимо от сословий и вероисповедания. Больше всего обучалось детей мещан, затем (по количеству) шли дети чиновничества, купцов, духовенства и дворян. Обучение было платным. С 1918 года женская гимназия была преобразована в школу II ступени. Обучение стало совместным для мальчиков и девочек. Из программы исчез Закон Божий, было введено обществоведение.

### Известные преподаватели
Викентий Антонович Петер (Винцас Петарис) — учитель математики и врач в гимназии. Известный литовский писатель и публицист.